# Републикански път III-4008
Републикански път IIІ-4008 е третокласен път, част от Републиканската пътна мрежа на България, преминаващ изцяло по територията на Търговишка област. Дължината му е 12,8 km.
Пътят се отклонява надясно при 219,6 km на Републикански път I-4 в северозападната част на село Пролаз, минава през селото и се насочва на югоизток през северната част на историко-географската област Герлово. Преминава през село Вардун и в западната част на село Долно Новково се свързва с Републикански път III-704 при неговия 10,2 km.
| Пътища, отклоняващи се надясно (населено място, № на пътя, посока на пътя) | km   | Пътища, отклоняващи се наляво (посока на пътя, № на пътя, населено място) |
| -------------------------------------------------------------------------- | ---- | ------------------------------------------------------------------------- |
| Община Търговище, I-4, 219,6 km, с. Пролаз →                               | 0,0  | → с. Пролаз, 219,6 km, I-4, Община Търговище                              |
| с. Вардун                                                                  | 6,5  | → с. Вардун, общински път (за с. Черковна)                                |
| Община Омуртаг                                                             | 9,8  | Община Омуртаг                                                            |
| (за с. Кестеново) общински път ←                                           | 11,8 |                                                                           |
| (до 2,1 km на II-48) III-704, 10,2 km, с. Долно Новково ←                  | 12,8 | ← с. Долно Новково, 10,2 km, III-704 (от с. Менгишево)                    |